# Platypeza tucumana
Platypeza tucumana är en tvåvingeart som beskrevs av Shannon 1927. Platypeza tucumana ingår i släktet Platypeza och familjen svampflugor. Inga underarter finns listade i Catalogue of Life.